# Райков, Георги
Георги Петков Райков (болг. Георги Петков Райков; 18 октября 1953, София — 12 августа 2006, Копривштица, Софийская область) — болгарский борец греко-римского стиля, чемпион Олимпийских игр, призёр чемпионатов мира, двукратный чемпион Европы.

## Биография
В 1973 году победил на чемпионате мира среди юниоров, в 1974 году повторил успех на чемпионате Европы. В 1975 году победил на чемпионате Европы уже среди взрослых. В 1977 году был третьим на чемпионате мира, и вторым на чемпионате Европы. В 1978 и 1979 годах оба чемпионата мира и один Европы оставался вторым.
На Летних Олимпийских играх 1980 года в Москве боролся в категории до 100 килограммов (тяжёлый вес). Выбывание из турнира проходило по мере накопления штрафных баллов. За чистую победу штрафные баллы не начислялись, за победу за явным преимуществом начислялось 0,5 штрафных балла, за победу по очкам 1 штрафной балл, за поражение по очкам 3 балла, поражение за явным преимуществом 3,5 балла, чистое поражение — 4 балла. Если борец набирал 6 или более штрафных баллов, он выбывал из турнира. Титул оспаривали 9 человек. В трёх своих схватках их четырёх Георги Райков добился того, что его соперников дисквалифицировали и стал чемпионом олимпийских игр. Этому способствовало ещё и то, что его постоянный конкурент, постоянно оставлявший Райкова на втором месте, Николай Балбошин, во второй встрече на турнире получил серьёзную травму и был вынужден прекратить соревнования.
| Круг  | Соперник        | Страна       | Результат | Основание                                     | Время схватки |
| ----- | --------------- | ------------ | --------- | --------------------------------------------- | ------------- |
| 1     | -               | -            | -         | -                                             |               |
| 2     | Тамаш Гаспар    | Венгрия      | Победа    | Дисквалификация соперника (0 штрафных баллов) | 8:05          |
| 3     | Олдржих Дворжак | Чехословакия | Победа    | Дисквалификация соперника (0 штрафных баллов) | 6:39          |
| 4     | Василе Андрей   | Румыния      | Победа    | 7-2 (1 штрафной балл)                         |               |
| Финал | Роман Берла     | Польша       | Победа    | Дисквалификация соперника (0 штрафных баллов) | 7:52          |

В 1980 году второй раз стал чемпионом Европы и закончил карьеру в спорте.
Окончил Национальную академию спорта, был тренером.
Умер скоропостижно от инфаркта в Копривштице, где проходили торжества по поводу 35-летнего юбилея первой командной победы болгарской сборной по борьбе на чемпионате мира. В Копривштице проводится ежегодный турнир среди кадетов памяти Георги Райкова.